# Gubkin
Gubkin je gradić u Belgorodskoj oblasti u Rusiji. Udaljen je nekih 500 km od Moskve. Nalazi se na : 51,28° sjever i 37,39° istok.
Broj stanovnika: 86.400 (2004.)
Grad je osnovan 1930-ih u području Kurske magnetske anomalije, velikom željeznom rudištu na jugu Rusije. 1955. godne je stekao status grada. Rudarsko je središte, a rudari se uglavnom površinskim kopom.
U gradu je podružnica državnog otvorenog sveučilišta Moskva.